# Biên giới Ba Lan
Bản mẫu:Poland Labelled Map Small

Biên giới cũ và mới của Ba Lan, năm 1945 (Kresy màu xám)

Chiều dài biên giới của Ba Lan

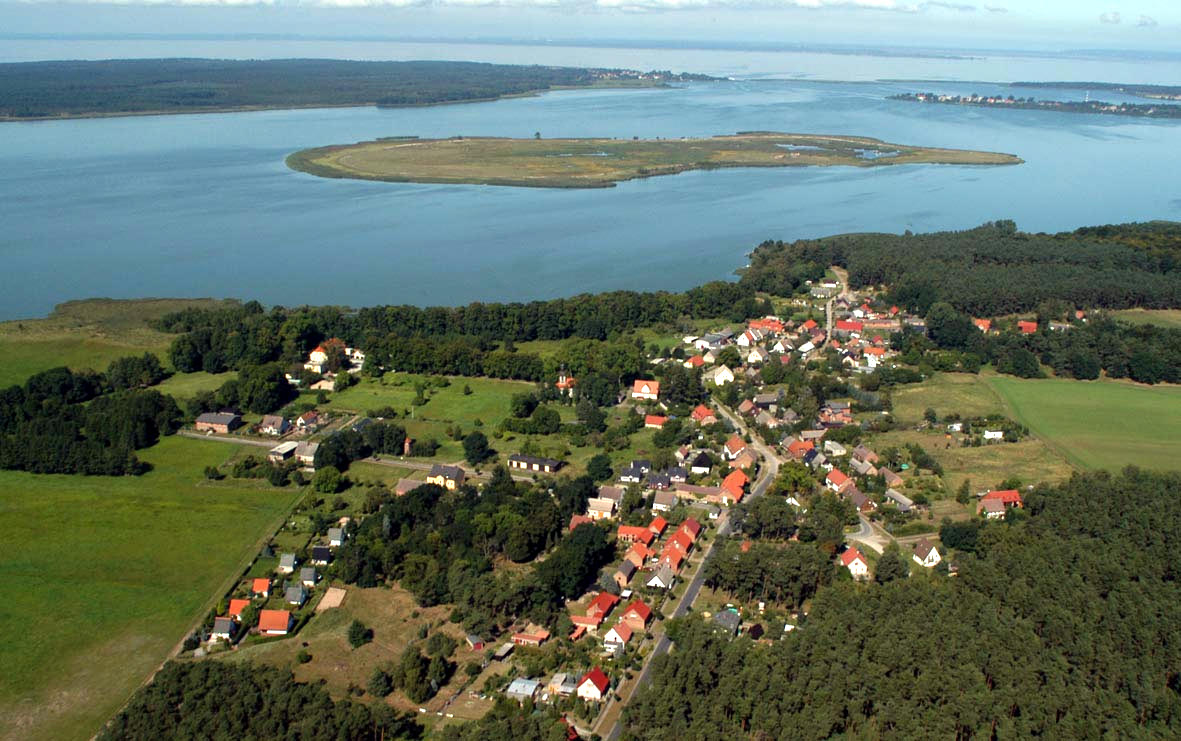
Neuwarper See (Jezioro Nowowarpieńskie), một hồ nước bị chia cắt bởi biên giới giữa Ba Lan và Đức

Biên giới Ba Lan có chiều dài 3511  hoặc 3582 km. Các quốc gia láng giềng là Đức về phía tây, các nước Cộng hòa Czech và Slovakia ở phía nam, Ukraina và Belarus về phía đông, và Litva và tỉnh Kaliningrad của Nga ở phía đông bắc. Về phía bắc, Ba Lan giáp với Biển Baltic.
Phân tích độ dài biên giới trên mỗi thực thể:
1. Biên giới Cộng hòa Séc-Ba Lan: 796 km [1] hoặc 790 km [2]
2. Biên giới Ba Lan-Slovakia: 541 km [1] hoặc 539 km [2]
3. Biên giới Ba Lan-Ukraine: 535 km [1] hoặc 529 km [2]
4. Biên giới Đức-Ba Lan: 467 km [1][2]
5. Biên giới Bêlarut-Ba Lan: 418 km [1] hoặc 416 km [2]
6. Biên giới Ba Lan-Nga (Kaliningrad Oblast): 210 km [1][2]
7. Biên giới Lithuania-Ba Lan: 104 km [1] hoặc 103 km [2]
8. biển (biển Baltic): 440 km [1][2] hoặc 528 km [2]

Đường bờ biển Ba Lan dài 770 km.

## Cửa khẩu biên giới chính
Sau khi Ba Lan gia nhập Liên minh châu Âu năm 2004, các cửa khẩu biên giới với các quốc gia EU (Đức, Cộng hòa Séc, Slovakia và Lithuania) đã được dự phòng. Cơ sở hạ tầng vẫn còn, nhưng việc sử dụng có hệ thống và các biện pháp kiểm soát không còn được cho phép theo thỏa thuận Schengen.

### Trước đây
với Đức
1. Świnoujście
2. Kołbaskowo
3. Kostrzyn nad Odra
4. Świecko
5. Gubin
6. Olszyna
7. Zgorzelec

với Cộng hòa Chech
1. Jakuszyce (quận Szklarska Poręba)
2. Kudowa-Słone
3. Chałupki
4. Cieszyn

với Slovakia
1. Chyżne
2. Łysa Polana
3. Jurgów
4. Barwinek

với Lithuania
1. Ogrodiki
2. Budzisko

Trong lịch sử, Ba Lan cũng có biên giới (và cửa khẩu) với các quốc gia cũ hoặc với các quốc gia không còn chung đường biên giới với Ba Lan:
- các quốc gia cũ: Tiệp Khắc, Liên Xô, Đông Đức
- các quốc gia từng có chung biên giới với Ba Lan: Romania, Hungary, Latvia

### Hiện tại
với Ukraine
1. Korczowa

với Belarus
với Nga
1. Gr Dixotki